# Win32/CIH
O Win32/CIH (mais conhecido por Chernobyl), é um temido vírus de computador, criado no ano de 1998 por Chen Ing-Hau, que deixou suas iniciais como nome do vírus.

## História
Chen Ing-Hau cursava Engenharia de Computação. Segundo ele, criou o vírus por revolta das empresas antivírus. Logo depois que foi preso, pediu desculpas pela criação do vírus e disse também que não era sua intenção que o próprio se espalhasse pelo mundo.
O vírus recebeu o nome de Chernobyl por apagar a BIOS e o MBR (Master Boot Record), no dia 26 de abril (somente as duas primeiras variantes, a terceira variante pode atacar no dia 26 de qualquer mês e a quarta variante pode atacar no dia 2 de agosto de qualquer ano), quando aconteceu o desastre nuclear de Chernobyl.

## Características
Ele é um vírus residente na memória do computador. Cria uma exceção no Microsoft Windows 95, 98 e ME que faz ele pular para o Ring0. Procura e infecta arquivos PE (Portable Executable), utilizando de espaços vazios dificultando que programas antivírus o achem facilmente. Verifica se é dia 26 dia de aniversário da usina nuclear Chernobyl, versões anteriores verificam se é 26 de junho ou de maio. Se a data citada logo acima bater, ele regrava a FLASH-BIOS/EEPROM (Bios atualizável) e o MBR (Master Boot Record). 
Esse vírus não afeta em Windows com tecnologia NT (Windows NT, 2000, XP, 2003, Vista etc.) por motivos de compatibilidade. Mas exitem relatos que este vírus pode apagar ou desassociar DLLs do sistema, causando instabilidade e vários erros no registro. Pode infectar sistemas Windows como as versões Vista, 7, Server e outras.